# Clash of Clans
Clash of Clans (познат и као COC), мобилна је онлајн MMO (енгл. massive multiplayer online; масивна онлајн вишеиграчка) игра коју је направила и објавила финска компанија Суперсел. Игра је објављена за iOS 2. августа 2012, а за Андроид више од годину дана касније, 7. октобра 2013. Циљ игре је изградити сопствено село од ресурса (еликсир, злато, гемови и касније тамни еликсир) које може добити на два начина:,,Први је нападом на друга села, а други је сакупљањем ресурса помоћу колектора и рудника по целом селу”. Clash of Clans је, све у свему, игра у којој играчи могу направити своје заједнице (у облику кланова), тренирати трупе, градити село и унапређивати своје грађевине и одбране, и покушавати да добију више и више трофеја, тако што ће успешно нападати друге играче и успешно одбрањивати туђе нападе. На исти начин се освајају и ресурси.

## Права база

### Армија (трупе)
У правој бази постоје две врсте трупа.

#### Обичне трупе
Тренирају се у обичним баракама. Откључавају се на почетку игре.
| Назив (српски)       | Назив (енглески) | Опис | Откључан на ... нивоу бараке |
| -------------------- | ---------------- | --- | ---------------------------- |
| Варвар               | Barbarian        | обична трупа | 1                            |
| Стрелац (Стрељашица) | Archer           | гађа из даљине | 2                            |
| Џин                  | Giant            | велики живот | 3                            |
| Гоблин               | Goblin           | скида 2х више штете на ресурсима                                                                                          | 4                            |
| Разбијач зидова      | Wall Breaker     | скида 40х више штете на зидовима, прво разбија зидове па остале. Упозорење: Ова трупа може да се убије у нападу на зидове | 5                            |
| Балон                | Balloon          | летећа трупа која кад умре експлодира                                                                                     | 6                            |
| Чаробњак             | Wizard           | гађа из даљине, и прави доста штете,али је свакако је бољи на кули                                                        | 7                            |
| Исцелитељка          | Healer           | летећа трупа која лечи земаљске                                                                                           | 8                            |
| Змај                 | Dragon           | летећа трупа са великим животом и великим нападом                                                                         | 9                            |
| П.Е.К.К.А            | P.E.K.K.A        | земљана трупа са великим животом и великим нападом                                                                        | 10                           |
| Рудар                | Miner            | док долази до неке зграде, иде испод земље и тако избегава зидове и замке                                                 | 12                           |
| Беба Змај            | Baby Dragon      | када је удаљен од других летећих трупа, скида више штете и бржи је.                                                       | 11                           |
| Електрични змај      | Electro dragon   | летећа трупа са великим животом која испушта струју која ланчано уништава зграде суседне мети                             | 12                           |
| Јети                 | Yeti             | копнена трупа са великим животом која испушта мале јетимите кад прима штету                                               | 13                           |

#### Тамне трупе
Откључавају се у градској кући на седмом нивоу.
| Име (на српском)    | Име (на енглеском) | Опис                                                     |
| ------------------- | ------------------ | -------------------------------------------------------- |
| Помагач             | Minion             | летећа трупа                                             |
| Јахач свиње         | Hog Rider          | прескаче зидове                                          |
| Волкирија           | Valkyrie           | кад се окрене, скида штету свугде око себе               |
| Голем               | Golem              | кад умре, претвори се у два мања големајта               |
| Вештица             | Witch              | ствара скелетоне                                         |
| Скелетон            | Skeleton           | помаже вештици                                           |
| Ловачки пас од лаве | Lava Hound         | кад умре, претвори се у седам лава беба                  |
| Лава беба           | Lava Pup           | за разлику од лава пса он гађа било шта                  |
| Куглаш              | Bowler             | Његов камен удара две грађевине уместо једне             |
| Ледени голем        | Ice golem          | сличан обичном голему уз то да кад умре замрзава одбрану |
| ловац на главе      | Headhunter         | напада првенствено хероје                                |

### Грађевина
Постоје три врсте грађевина.

#### Ресурси
Прва врста грађевина јесу оне које имају везе са ресурсима. Ресурси су како је и споменуто горе еликсир, голд, гемови и тек касније дарк еликсир. Сваки од ових ресурса има своје руднике(голд и гемови,касније),односно бушилице(тамни еликсир) или сакупљаче (еликсир). Помоћу њих се добија сваки од ових ресурса. Када се ове грађевине унапреде,ресурси се добијају много брже. Сваки од ових ресурса (не рачунајући гемове) има и своје складиште. Када се складишта унапреде онда је могуће складиштити више ресурса.

#### Армија
У ову врсту грађевина спадају све грађевине које имају везе са вашом армијом за напад. Овде спадају бараке, тамне бараке, фабрика чини, тамна фабрика чини,лабораторија, кампови за армију и хероји. За све трупе и чини су потребни ресурси и време да се направе. Бараке служе за прављење обичних (од обичног еликсира) трупи, попут варвара (barbarians), и стрељашица (archers). Тамне бараке служе за прављење тамних трупа (од тамног еликсира) попут ,,помагача (minions) и јахача свиње(hog riders). Фабрика чини служи за прављење обичних (од обичног еликсира) чини (spells) , попут чини муње (lightning spell) и чини лечења (heal spell). Тамна фабрика чини служи за прављење (од тамног еликсира) тамних чини (dark spells) попут отрова (poison) и чини за скакање (Jump spell). Лабораторија служи за унапређивање свих трупи и спелова.
Трупе су у камповима за армију пре напада. Свака трупа има број ,,места које заузима. Сваки камп за армију има одређен број места која могу бити заузета од стране трупа. Ако је камп заузет нпр.  99/100 места трупа која заузима више места од једне јединице Онда ће она чекати у баракама све док не нападнете,донирате,или ,,избришете трупу из кампа
Постоји три хероја: Краљ варварина (Barbarian King) , Краљица стрељашица (archer Queen) и Велики управник (Grand Warden). Сваки од њих има специјалне способности, које се добију на пет нивоу сваког од њих. Краљ варварина има челичну песницу (Iron Fist), која служи за призивање варварина који имају чини беса на себи (исти су ниво као и они које није створио краљ варварина). Краљица стрељашица има краљевски плашт (Royal Cloak) који призива стрељашице са чинима беса (такође исти ниво као и обичне). Велики управник има вечно поглавље (eternal tome) које прави околне трупе и хероје неуништивима за кратко време.

#### Одбране
Последња врста грађевина су одбране. За сваку одбрану важи правило да не ради док се унапређују. Оне се деле на две врсте.Прве су одбрамбене грађевине које нису скривене (Mortars,Cannons,Air defenses...) ,а друге су замке (Spring traps, bombs,air bombs...). Табела свих одбрана следи:
| Име Одбране                               | Домет                                                                                   | Брзина напада                                      | Опис |
| ----------------------------------------- | --------------------------------------------------------------------------------------- | -------------------------------------------------- | --- |
| Топ                                       | 9 плочица                                                                               | 0.8 секунди                                        | Пуцају само земаљске трупе,једни су од три одбране које имају специјалну моћ (gear up) |
| Стрељашка кула                            | 10 плочица                                                                              | 0.5 секунди                                        | Могу нападати једну мету која може да се налази и у ваздуху и на земљи |
| Мортар                                    | 4-11 плочица                                                                            | 5 секунди                                          | Могу самлети гомилу непријатеља само једним ђулетом.Само им не допустите да дођу преблизу. |
| Ваздушна одбрана                          | 10 плочица                                                                              | 1 секунда                                          | Против-ваздушним ракетама нападају ваздушне трупе. |
| Чаробњачка кула                           | 7 плочица                                                                               | 1.3 секунде                                        | Једина одбрана која једним ударцем може да оштети и ваздушне и земаљске трупе |
| Ваздушни чистач                           | 1-15 плочица                                                                            | 5 секунди                                          | Ова одбрана када у њен домет дође ваздушна трупа, она пушта ваздух и одувава их неколико плочица даље.Можете их користити да приближите трупу ваздушној одбрани |
| Скривена тесла                            | 7 плочица                                                                               | 0.6 секунди                                        | Ако се било која трупа приближи 6 плочица тесла ће изаћи и почети да пуца.Могуће је преварити друге играче да на неком месту нема ничега (као рупа до важнијих грађевина) тако што у празан 3 са 3 квадрат ставите теслу.                                               |
| Бомбашка кула                             | 6 плочица                                                                               | 1.1 секунда                                        | Бомбаш са врха куле баца бомбе на друге трупе. Најбољи против трупа које немају домет за напад.(варвари, гоблини...) |
| Самострел (Екс-Боу)                       | у моду за даљи напад: 14 плочица. У моду и за ваздушне и за земаљске трупе : 11 плочица | 0.128 секунди                                      | Самострел је веома добар због његове велике брзине напада. Брзо уништава мање трупе које се добијају на почетку. |
| Паклена кула                              | 9 плочица                                                                               | 0.128 секунди                                      | Ова кула упркос својој великој брзини која је наведена у пољу пре,је лошија против мањих трупа, зато веће трупе уништава као од шале. Има два мода. Један за пет мети други за једну. Испаљује смртоносне зраке којима се јачина повећава и повећава.                   |
| Орлова артиљерија                         | 7-50 плочица (скоро читаво село)                                                        | 10 секунди (сваких 10 секунди трипут испаљује)     | Ова одбрана се активира тек када нападач ослободи више од 180 места за трупе. Напада ка месту где има трупа које свеукупно имају највише живота (зову га hitpoint map или heat map), за разлику од осталих одбрана, орлова артиљерија напада ка другом месту сваки пут. |
| Распршивач                                | 3-10 плочица                                                                            | 3.228 секунди                                      | Распршивач диже врло тешке снопове лоше повезаних стена на онога ко је најближи. Снопови се при удару распадају и наносе додатну штету трупама иза. |
| Ратни зидар                               | 6 плочица                                                                               | 0.4 секунде за напад и 0.8 секунди за поправљање   | има мали самострел на врху зграде којим напада трупе а такође зидар може да поправи њу или зграде у околини уколико су оштећене |
| Бомба                                     | 3 плочице                                                                               | одмах                                              | Ова замка је скривена све док јој се неко не приближи(1.5 плочице око ње) |
| Замка на опрузи                           | 0.7 плочица око ње(за активацију)                                                       | одмах                                              | Трупе које свеукупно заузимају мање од 15(на првом нивоу) или 17(последњи ниво) стану на ову замку одлете. |
| Ваздушна бомба                            | 3 плочице                                                                               | кад долети до трупе                                | Активира се кад је ваздушна трупа 5 плочица од ње минимум. Може летети преко целог села док не експлодира,зато што увек јури трупу која је активирала бомбу. |
| Џиновска бомба                            | 2 плочице                                                                               | одмах                                              | Када тражите џиновски бум, узмите џиновски бомбу. |
| Скривена ваздушна мина (seeking air mine) | 4 плочице                                                                               | кад дође до трупе                                  | Активира се кад је ваздушна трупа 5 плочица од ње минимум. Може летети преко целог села док не експлодира,зато што увек јури трупу која је активирала бомбу. |
| Скелетонска замка                         | 5 плочица                                                                               | одмах                                              | Скелетони излазе из ове замке да би омели скоро све трупе које им се нађу на путу. Они који изађу из ваздушне скелетонске замке носе балоне. |
| Торнадо замка                             | 3 плочице                                                                               | након активације дува 5-7 секунди зависно од нивоа | Испушта торнадо кад се активира и увлачи све трупе у домету |

.

#### Градска кућа
Градска кућа (Town Hall) се може сврстати и у врсту за ресурсе, али, пошто није само за ресурсе биће посебно одвојена. Градска кућа служи за складиштење ресурса. Она је и једна од пресудних ствари у одбрани/нападу. Ако је она уништена онда напад аутоматски добија звездицу и тад може и да буде завршен мануелно као успешан.

### Кланови
Када сте у клану онда је могуће да питате играче из вашег клана да вам донирају трупе (оне не смеју заузимати више места него могуће за ваш ниво кланског дворца), могуће је ући и играти за ваш клан у кланском рату који се одржава између два клана, а можете и да се дописујете са играчима из вашег клана.

#### Клански дворац
Клански дворац (Clan Castle) се откључава на трећем нивоу градске куће и кошта 10000 голда. Када се он сагради могуће је ући у клан, или да те неко позове у свој клан.Трупе које су дониране ће изаћи и почети да нападају противничке трупе, ако било која трупа уђе у домет кланског дворца.

#### Клански ратови
То су ратови између два клана. Само вођа (Leader) и сарадници вође (Co-Leader) могу да објаве рат против неког клана.Противнички клан је изабран насумично,али у пријатељском рату се може изабрати противнички клан. Постоји пар начина за рат. То су 10 на 10, 15 на 15, 20 на 20 и 25 на 25. Сваки од ових бројева у имену означава број играча који учествују у рату. Сваки рат , осим пријатељских, траје 48 сати,24 сата припреме и 24 сата кад је могућ напад. За првих 24 сата је могуће донирати трупе другима за одбрану у рату и могуће је видети колико је заузет клански дворац непријатељских играча (може се видети само број заузетих места, на основу чега се може теже одредити које су унутра трупе). Током друга 24 сата је могуће напасти било ког из противничког тима двапут (немогуће оба пута истог играча). У рату се побеђује, тако што ваш клан има више звездица од противничког (мора се узети у обзир да је ако оба клана имају исти број звездица нема напада који одређује). У игри постоји достигнуће ратни херој (war hero) који се осваја тако што се освоји одређени број звездица у рату.

### Достигнућа
Следи табела свих достигнућа које је могуће тренутно добити у Правој Бази
| Име (на српском )          | Име (на енглеском)     | Награде за прву звезду         | Награде за другу звезду        | Награде за трећу звезду           | За прву звезду је потребно                             | За другу звезду је потребно                             | За трећу звезду је потребно                                 |
| -------------------------- | ---------------------- | ------------------------------ | ------------------------------ | --------------------------------- | ------------------------------------------------------ | ------------------------------------------------------- | ----------------------------------------------------------- |
| Веће касе                  | Bigger coffers         | 10 поена искуства, 2 гема      | 100 поена искуства,5 гемова    | 1,000 поена искуства,10 гемова    | Унапреди складиште злата на 2. ниво                    | Унапреди складиште злата на 5. ниво                     | Унапреди складиште злата на 10. ниво                        |
| Среди те гоблине           | Get those goblins      | 10 поена искуства, 5 гемова    | 100 поена искуства,10 гемова   | 1,000 поена искуства,20 гемова    | Освоји 10 звезда на мапи кампање                       | Освоји 50 звезда на мапи кампање                        | Освоји 150 звезда на мапи кампање                           |
| Веће и боље                | Bigger & Better        | 10 поена искуства, 5 гемова    | 100 поена искуства,10 гемова   | 1,000 поена искуства,20 гемова    | Унапреди Градску кућу на ниво 3                        | Унапреди Градску кућу на ниво 5                         | Унапреди Градску кућу на ниво 8                             |
| Лепо и чисто               | Nice & Tidy            | 10 поена искуства, 5 гемова    | 100 поена искуства,10 гемова   | 1,000 поена искуства,20 гемова    | Склони 5 препрека                                      | Склони 50 препрека                                      | Склони 500 препрека                                         |
| Ослободи звери             | Release the beasts     | 10 поена искуства, 5 гемова    | 100 поена искуства,10 гемова   | 1,000 поена искуства,20 гемова    | Откључај стрељашицу у баракама                         | Откључај разбијача зидова у баракама                    | Откључај змаја у баракама                                   |
| Захват злата               | Gold Grab              | 10 поена искуства, 5 гемова    | 100 поена искуства,10 гемова   | 1000 поена искуства,20 гемова     | Укради 20,000 златника                                 | Укради 1,000,000 златника                               | Укради 100,000,000 златника                                 |
| Лудорија еликсира          | Elixir escapade        | 10 поена искуства, 5 гемова    | 100 поена искуства,10 гемова   | 1000 поена искуства,20 гемова     | Укради 20,000 еликсира                                 | Укради 1,000,000 еликсира                               | Укради 100,000,000 еликсира                                 |
| Слатка победо!             | Sweet victory!         | 10 поена искуства, 5 гемова    | 100 поена искуства,10 гемова   | 1000 поена искуства,450 гемова    | Освоји 75 трофеја у вишеиграчким борбама               | Освоји 750 трофеја у вишеиграчким борбама               | Освоји 1250 трофеја у вишеиграчким борбама                  |
| Грађевинар империје        | Empire Builder         | 10 поена искуства, 5 гемова    | 100 поена искуства,10 гемова   | 1,000 поена искуства,20 гемова    | Сагради клански дворац                                 | Унапреди клански дворац на ниво 2                       | Унапреди клански дворац на ниво 4                           |
| Разбијач зидова            | Wall Buster            | 10 поена искуства, 5 гемова    | 100 поена искуства,10 гемова   | 1,000 поена искуства,20 гемова    | Разбиј 10 зидова у вишеиграчким борбама                | Разбиј 100 зидова у вишеиграчким борбама                | Разбиј 2000 зидова у вишеиграчким борбама                   |
| Понижавач                  | Humiliator             | 10 поена искуства, 5 гемова    | 100 поена искуства,10 гемова   | 1,000 поена искуства,50 гемова    | Уништи 10 градских кућа у вишеиграчким борбама         | Уништи 100 градских кућа у вишеиграчким борбама         | Уништи 2,000 градских кућа у вишеиграчким борбама           |
| Разбијач унија             | Union Buster           | 10 поена искуства, 5 гемова    | 100 поена искуства,10 гемова   | 1,000 поена искуства,30 гемова    | Уништи 25 кућица за грађевинаре у вишеиграчким борбама | Уништи 250 кућица за грађевинаре у вишеиграчким борбама | Уништи 2,500 кућица за грађевинаре у вишеиграчким борбама   |
| Освајач                    | Conqueror              | 10 поена искуства, 5 гемова    | 100 поена искуства,10 гемова   | 1,000 поена искуства,20 гемова    | Победи у 25 вишеиграчких борби                         | Победи у 250 вишеиграчких борби                         | Победи у 5000 вишеиграчких борби                            |
| Неуништиви                 | Unbreakable            | 10 поена искуства, 5 гемова    | 100 поена искуства,50 гемова   | 1,000 поена искуства,100 гемова   | Успешно одбрани 10 напада                              | Успешно одбрани 250 напада                              | Успешно одбрани 5000 напада                                 |
| Пријатељ у муци            | Friend in Need         | 10 поена искуства, 5 гемова    | 100 поена искуства,25 гемова   | 1,000 поена искуства,250 гемова   | Донирај око 1000 трупа                                 | Донирај око 50000 трупа                                 | Донирај око 250000 трупа                                    |
| Молер мортара              | Mortar Mauler          | 10 поена искуства, 5 гемова    | 100 поена искуства,10 гемова   | 1,000 поена искуства,20 гемова    | Уништи 25 мортара у вишеиграчким борбама               | Уништи 500 мортара у вишеиграчким борбама               | Уништи 5000 мортара у вишеиграчким борбама                  |
| Херојска крађа             | Heroic Heist           | 10 поена искуства, 5 гемова    | 100 поена искуства,10 гемова   | 1,000 поена искуства,20 гемова    | Укради 20000 тамног еликсира                           | Укради 250000 тамног еликсира                           | Укради 1000000 тамног еликсира                              |
| Звезда лиге                | League All-Star        | 100 поена искуства,250 гемова  | 500 поена искуства,1000 гемова | 2,000 поена искуства,2,000 гемова | Уђи у кристалну лигу                                   | Уђи у мајсторску лигу                                   | Постани шампион                                             |
| Екстерминатор екс-боуова   | X-Bow Exterminator     | 10 поена искуства, 50 гемова   | 100 поена искуства,100 гемова  | 1,000 поена искуства,200 гемова   | Уништи 1 екс-боу у вишеиграчким борбама                | Уништи 250 екс-боуова у вишеиграчким борбама            | Уништи 2500 екс-боуова у вишеиграчким борбама               |
| Ватрогасац                 | Firefighter            | 50 поена искуства, 100 гемова  | 500 поена искуства,200 гемова  | 5,000 поена искуства,1000 гемова  | Уништи 10 паклених кула                                | Уништи 250 паклених кула                                | Уништи 5000 паклених кула                                   |
| Ратни херој                | War Hero               | 50 поена искуства, 50 гемова   | 500 поена искуства,200 гемова  | 5,000 поена искуства,1000 гемова  | Освоји 10 звездица у кланском рату                     | Освоји 150 звездица у кланском рату                     | Освоји 1000 звездица у кланском рату                        |
| Благајник                  | Treasurer              | 100 поена искуства, 25 гемова  | 500 поена искуства,100 гемова  | 5,000 поена искуства,500 гемова   | Покупи 800,000 златника из благајнице                  | Покупи 15,000,000 златника из благајнице                | Покупи 100,000,000 златника из благајнице                   |
| Анти артиљерија            | Anti-Artillery         | 100 поена искуства, 150 гемова | 800 поена искуства,300 гемова  | 5,000 поена искуства,1000 гемова  | Уништи 20 орлових артиљерија у вишеиграчким биткама    | Уништи 200 орлових артиљерија у вишеиграчким биткама    | Уништи 2000 орлових артиљерија у вишеиграчким биткама       |
| Делити значи пазити        | Sharing Is Caring      | 20 поена искуства, 20 гемова   | 200 поена искуства,100 гемова  | 2,000 поена искуства,500 гемова   | Донирај 100 тамних чини или 50 обичних                 | Донирај 2,000 тамних чини или 1,000 обичних             | Донирај 10,000 тамних чини или 5,000 обичних                |
| Одржи своје село безбедним | Keep Your village Safe | нема                           | нема                           |                                   | нема                                                   | нема                                                    | Повежи своје село на гугл плеј, гејм центар, QQ, или WeChat |

## Грађевинарева база (ноћна база)
У ову базу је могуће путовати када се добије Градска кућа ниво 4. Овде је све скоро другачије него у правој бази.

### Армија
Овде се армија доста разликује него у правој бази. Свака трупа има своју специјалну способност када се унапреде на ниво 2 или више. Следи листа Специјалних способности:
| Име (на српском)            | Име (на енглеском) | Опис специјалне способности                                                                       |
| --------------------------- | ------------------ | ------------------------------------------------------------------------------------------------- |
| Бесни варварин              | Raged barbarian    | Под чинима беса кад се постави за кратко време                                                    |
| Скривена Стрељашица         | Sneaky Archer      | Невидљива само за одбрану пар секунди                                                             |
| Боксерски џин               | Boxer Giant        | Прва два удара су 250% укупне снаге                                                               |
| Бета Помагач                | Beta Minion        | Прва два удара су мало даља него обично                                                           |
| Бомбаш                      | Bomber             | Прва бомба је већа од осталих и даје више штете (200%)                                            |
| Беба змај                   | Baby Dragon        | Када није окружен другим ваздушним трупама даје додатну штету                                     |
| Топ на колицима             | Cannon Cart        | Топ наставља да пуца након што су колица уништена са додатним животним поенима                    |
| Ноћна вештица               | Night Witch        | Претвара се у неколико слепих мишева након што умре (такође док је жива исто ствара слепе мишеве) |
| Балон за испуштање          | Drop Ship          | Када је срушен створи пар скелетона (такође док лети исто ствара скелетоне)                       |
| Супер П.Е.К.К.А             | Super P.E.K.K.A    | Када је уништен ствара масивну експлозију струје                                                  |
| Јахач свиње на параглајдеру | Hog glider         | јахач свиње који лети на параглајдеру па слети на одбрану и напада                                |

### Унапређена одбрана на дневној бази
Када на ноћној бази унапредите неку одбрану на велики ниво, и ако у дневној бази имате исту ту одбрану на великом нивоу, можете активирати неку способност.
Следи листа способности :
- Топ - претвара се у дупли топ, који пуца 4 пута одједном, али зато не може да гађа онолико далеко колико обичан топ, и спорије пуца него обичан топ.
- Кула стрелаца - претвара се у малу кулу која стреља 2 пута брже од велике, ало зато не може да стреља онолико далеко колико велика кула може.
- Мортар - претвара се у вишеструки мортар који испаљује 3 ђулета уместо једног, али зато се много спорије пуни.

### Одбрана на ноћној бази
Ове се одбране не разликују много од истих на дневној бази, разлике су углавном у имену или изгледу.
Следи листа одбрана :
- Топ - пуца из ђулета на сваких 0.8 секунди
- Велика кула стрелаца - стреља противникове трупе, може да добаци стрелу чак до друге стране базе, али само ако је велика.
- Мала кула стрелаца - стреља противникове трупе много брже него велика кула, али зато не може да добаци стреле толико далеко.
- Дупли топ - пуца противникове земљане трупе, испаљујући 4 ђулета одједном, али зато пуца 2 пута спорије од обичног топа.
- Петарде - испаљују петарде на противникове летеће трупе на сваких 0.8 секунди.
- Гњечилац - гњечи земљане трупе близу њега на сваке 3.5 секунде.
- Зид - брани село од земљаних трупа
- Стражарева кућица - из ње излазе варварин и стрелац, који бране село од надолазећих трупа.
- Ваздушне бомбе - слично петардама, али пуцају спорије и скидају више живота противничкој трупи, и за разлику од ваздушних бомби друге базе, овде се виде.
- Вишеструки мортар - испаљује 3 ђулета уместо једног, али је веома спор и гађа само земљане трупе.
- Скривена тесла - она се налази у земљи, али када јој нека трупа приђе, она излази из земље и струјом наноси штету трупи.
- Џиновски топ - баца велико ђуле
- Пламенобацач - пали трупе пред собом
- Џиновска тесла - испушта електрицитет и прави велику штету
- Бацач лаве - испаљује ватрене лопте које кад падну на земљу запале простор у околини што додатно оштећује трупе

1. ↑  „Clash Of Clans”. SlideToPlay. SlideToPlay. Приступљено 5. 6. 2017.
2. ↑  „SuperCell’s Clash of Clans finally hits the Google Play Store”. Android Authority. Android Authority. 2017-05-06.
}}
3. ↑  „Achievements in Clash Of Clans”. Fandom Wikia. Fandom Wikia. Приступљено 10. 6. 2017.